# Frickenhausen-sur-le-Main
Pour les articles homonymes, voir Frickenhausen.
Frickenhausen-sur-le-Main (Frickenhausen am Main) est une commune de Bavière (Allemagne), située dans l'arrondissement de Wurtzbourg, dans le district de Basse-Franconie, située sur la rive droite du  Main.

## Jumelage
- Luc-sur-Mer (France) depuis 1998[1]